# Saint-Dolay
Saint-Dolay (bretonisch Sant-Aelwez) ist eine französische Gemeinde mit 2.636 Einwohnern (Stand 1. Januar 2022) im Département Morbihan in der Region Bretagne.

## Geografie
Saint-Dolay liegt etwa 30 Kilometer südlich von Saint-Nazaire und rund 47 Kilometer östlich von Vannes im Südosten des Départements. Der Fluss Vilaine bildet die nördliche Gemeindegrenze.

## Geschichte
Über die Frühgeschichte der Gemeinde gibt es kaum Belege. Überreste aus prähistorischer und gallo-römischer Zeit belegen eine frühe Besiedlung. Die Urkundensammlung der Abtei Redon erwähnt den Ort erstmals unter dem Namen Saint-Aelwod im Jahr 916. Im Mittelalter übte der Baron von La Roche-Bernard die Oberhoheit aus. Die Verwaltung übernahmen allerdings nicht weniger als zwanzig Lehnsherren. Drei dieser Lehnsherren (die Du Hirel, Du Plessis und de Cadouzan) nahmen in der Reformationszeit den Calvinismus an. Nach der Französischen Revolution war es Kampfgebiet zwischen Republikanischen Truppen und den Chouans. Politisch wurde Saint-Dolay 1790 eine Gemeinde. Von 1793 gehörte Saint-Dolay zum Kanton La Roche Bernard und zum Distrikt La Roche Bernard. Ab 1801 war die Gemeinde Teil des Arrondissements Vannes.

### Bevölkerungsentwicklung
| Jahr      | 1962 | 1968 | 1975 | 1982 | 1990 | 1999 | 2006 | 2017 |
| Einwohner | 2154 | 2085 | 2057 | 2147 | 2113 | 1977 | 2107 | 2539 |

## Sehenswürdigkeiten
- Altes Dekanat (15.–17. Jahrhundert)
- Kirche Immaculée Conception (Unbefleckte Empfängnis) aus dem 19. und 20. Jahrhundert. Balustrade aus dem 18. Jahrhundert, Kirchenglocke von 1450
- Ort Sainte-Anne mit Kapelle (16. Jahrhundert), Kreuz, Brotofen und gefasster Quelle
- Hauskapelle Notre-Dame de la Salette und verschiedene alte Häuser in Burin
- Kreuze und mehrere alte Häuser in Le Grippé
- Schloss von Cadouzan (13., 15., 16. und 19. Jahrhundert)
- Schloss der Du Plessis (1430; restauriert im 19. Jahrhundert)
- Herrenhaus oder Schloss der Baronie (Sitz eines Lehnsherren; 17. Jahrhundert)
- Herrenhäuser Le Cran (16. Jahrhundert) und La Bernardière
- Windmühlen in Le Plessix, Illières und La Haie
- Wassermühlen in La Baronie, Neuf, Le Couédic und Roho
- Rathaus (Mairie), ursprünglich das Pfarrhaus der Kirchgemeinde aus dem Jahr 1717

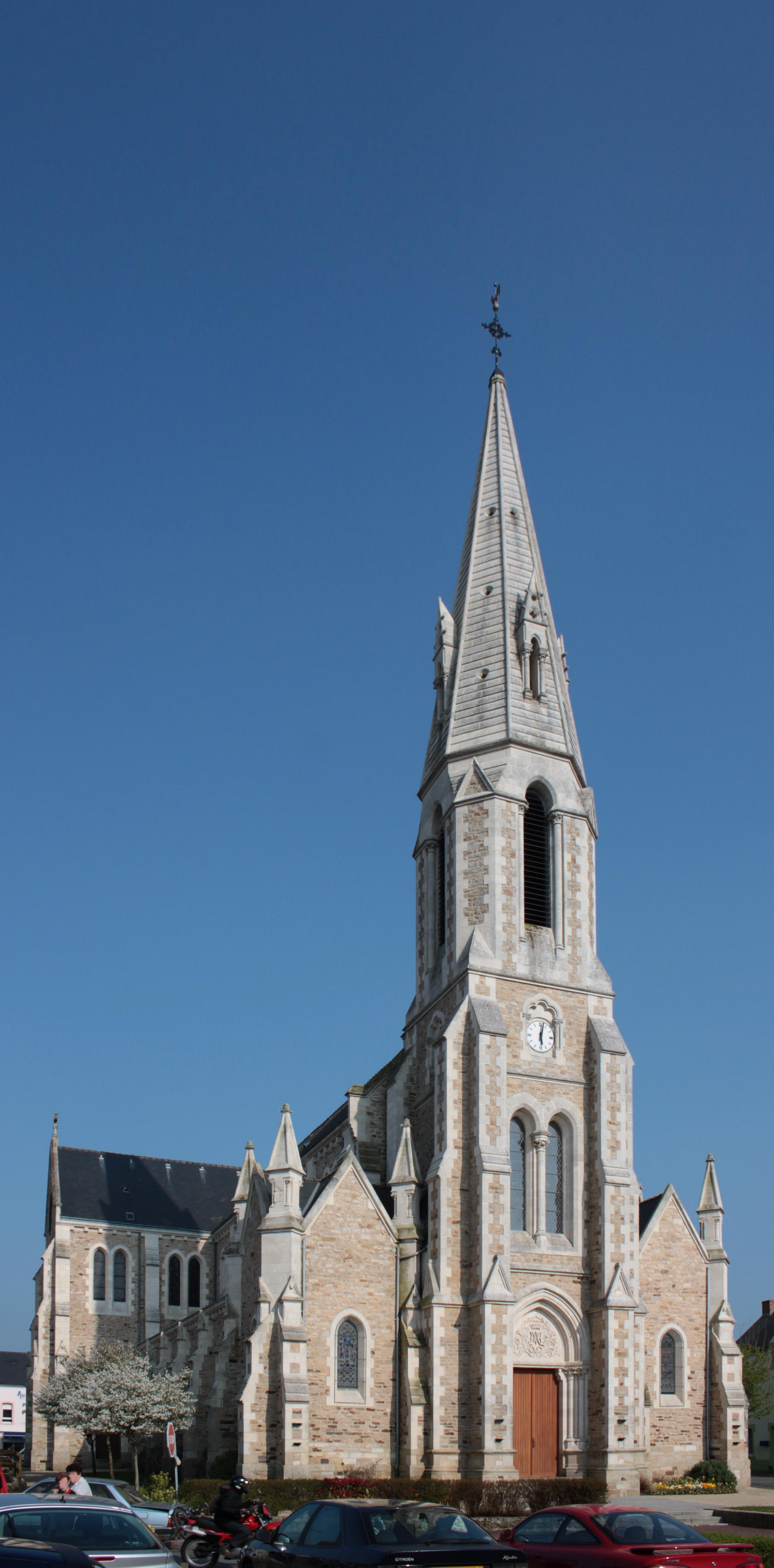
Kirche Immaculée Conception

Quelle: